# فرماندار کل انتاریو
فرماندار کل انتاریو نماینده نایب السلطنه پادشاه کانادا، ملکه الیزابت دوم است که منحصراً درون این استان فعالیت می‌کند. فرماندار کل انتاریو به همان شیوه دیگر نواب سلطنه در کانادا منصوب شده و عهده دار وظایف قانونی و تشریفاتی پادشاه است. در حال حاضر الیزابت دادزول عهده دار این منصب است.

نشان فرماندار کل انتاریو

نشان قبلی فرماندار کل انتاریو